# Miltochrista longaria
Miltochrista longaria är en fjärilsart som beskrevs av Daniel 1951. Miltochrista longaria ingår i släktet Miltochrista och familjen björnspinnare. Inga underarter finns listade i Catalogue of Life.